# Anyphops tugelanus
Anyphops tugelanus là một loài nhện trong họ Selenopidae.
Loài này thuộc chi Anyphops. Anyphops tugelanus được George Newbold Lawrence miêu tả năm 1942.